# Lindenhardter Forst-Südost

Lage des ehemaligen gemeindefreien Gebiets Lindenhardter Forst-Nordwest im Landkreis Bayreuth

Das ehemalige gemeindefreie Gebiet Lindenhardter Forst-Südost liegt im oberfränkischen Landkreis Bayreuth.

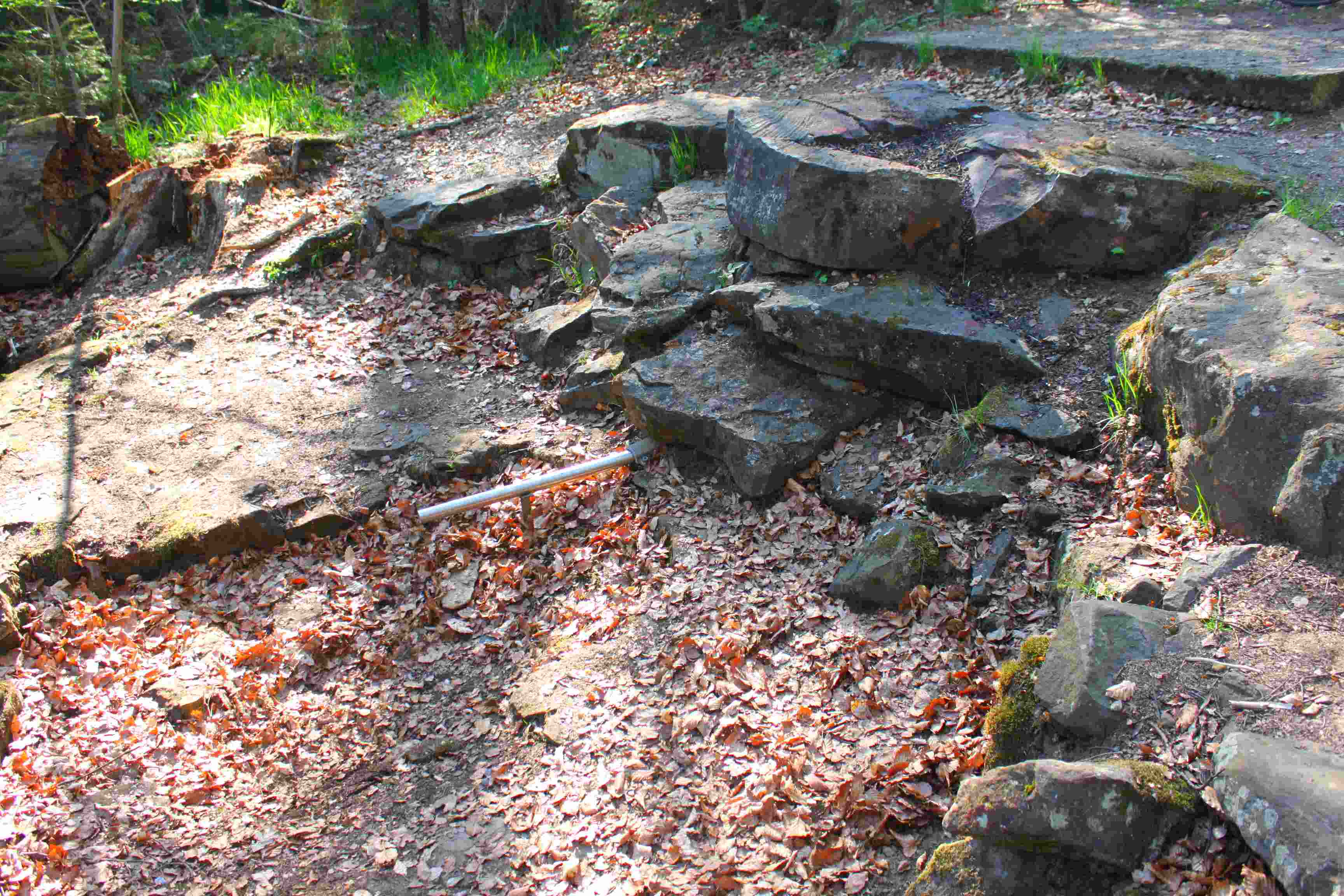
Rotmainquelle

Der 2,72 km² große Staatsforst liegt zwischen Haag, Lindenhardter Forst-Nordwest und Creußen. Das Gebiet ist komplett bewaldet. Im Gebiet befindet sich die Rotmainquelle, einer der beiden Quellflüsse des Mains.
Das ehemalige gemeindefreie Gebiet wurde zum Stichtag 1. Januar 2020 aufgelöst (ebenso wie der benachbarte Lindenhardter Forst-Nordwest) und in die Stadt Creußen eingegliedert.
Dass es nicht ein gemeindefreies Gebiet Lindenhardter Forst gab, sondern zwei getrennte und aneinander grenzende Gebiete -Nordwest und -Südost, ist der bis zum 30. Juni 1972 bestehenden Kreisgliederung Bayerns begründet, nach der die Grenze zwischen den beiden Gebieten auch die Landkreisgrenze zwischen dem damaligen Landkreis Pegnitz (Südost) und dem Altlandkreis Bayreuth (Nordwest) war.